# Солидарненский элеватор
Солидарненский элеватор (укр. Солідарненський елеватор) — предприятие пищевой промышленности в селе Солидарное Белокуракинского района Луганской области.

## История
Линейный элеватор был построен в 1976 году возле железнодорожной станции.
В 1984 году была проведена масштабная реконструкция элеватора.
После провозглашения независимости Украины элеватор перешёл в ведение министерства сельского хозяйства и продовольствия Украины.
В марте 1995 года Верховная Рада Украины внесла элеватор в перечень предприятий, приватизация которых запрещена в связи с их общегосударственным значением.
После создания в августе 1996 года государственной акционерной компании "Хлеб Украины" элеватор стал дочерним предприятием ГАК "Хлеб Украины".
В ноябре 1997 года Кабинет министров Украины принял решение о приватизации элеватора, но в дальнейшем это решение было отменено.
После создания 11 августа 2010 года Государственной продовольственно-зерновой корпорации Украины элеватор был включён в состав предприятий ГПЗКУ.

## Современное состояние
Основными функциями предприятия являются хранение и переработка зерновых и масличных культур (пшеницы, кукурузы, ячменя, ржи, овса, сорго, а также сои и семян подсолнечника).
Общая ёмкость элеватора составляет 112,6 тыс. тонн (в том числе элеваторная - 72 тыс. тонн и складская - 40,6 тыс. тонн).